# لميعة العسكري
السيدة لميعة برقي العسكري، أول أخصائية عراقية متخصصة في الأدب الأنكليزي.
تعرّفت على الأديب الفلسطيني الأصل جبرا إبراهيم جبرا في عام 1951م، وفي بضعة أيام بدأت الصداقة تتوثق بينهما وتتحول هذه الصداقة إلى علاقة حب في وقت سريع. تزوج جبرا بلميعة في عام 1952م، ورزقا بولدين وهما "سدير" و"ياسر". الجدير بالذكر بأن جبرا قد أسلم على يد القاضي "عبد الحميد الأتروشي" قبل بضعة أيام من زواجه، وقد حصل على الجنسية العراقية بعد زواجه من "لميعة العسكري" ابنة عائلة من الوزراء والضباط الكبار في العهد الملكي، توفيت في بغداد ودفنت مع زوجها في مقبرة محمد السكران.

## التعليم والعمل
- حصلت على شهادة الماجستير من جامعة وسكانسن في ولاية ماديسون الأمريكية.[8]
- تعينت مدرسة في دار المعلمين العالية.[9][9]